# Zamodes obscurus
Zamodes obscurus är en skalbaggsart som beskrevs av Leconte 1873. Zamodes obscurus ingår i släktet Zamodes och familjen långhorningar. Inga underarter finns listade i Catalogue of Life.